# Saison 2008 de l'équipe cycliste AG2R-La Mondiale
Pour un article plus général, voir Équipe cycliste AG2R La Mondiale.
L'équipe cycliste AG2R-La Mondiale participait en 2008 au ProTour.

## Préparation de la saison 2008

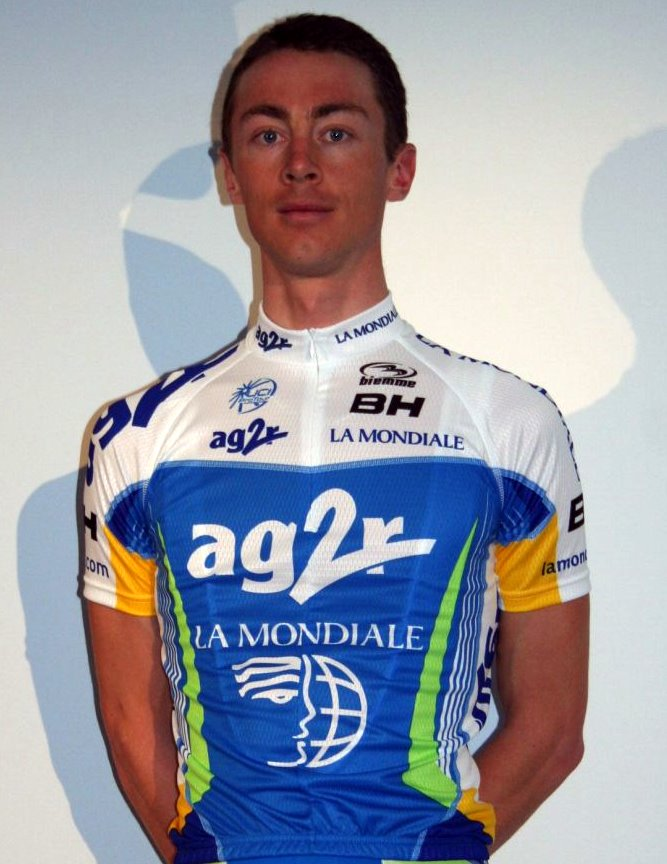
Christophe Edaleine lors de la présentation de l'équipe AG2R en janvier 2008.

### Arrivées et départs
| Arrivées            | Équipe 2007             |
| ------------------- | ----------------------- |
| Christophe Edaleine | Crédit agricole         |
| Vladimir Efimkin    | Caisse d'Épargne        |
| Tanel Kangert       | RO St-Amandandoise      |
| Cédric Pineau       | Roubaix Lille Métropole |
| Alexandr Pliuschin  | Chambéry CF             |
| Jean-Charles Sénac  | Chambéry CF             |
| Tadej Valjavec      | Lampre-Fondital         |
| Stijn Vandenbergh   | Unibet.com              |

| Départs           | Équipe 2008                 |
| ----------------- | --------------------------- |
| Samuel Dumoulin   | Cofidis                     |
| Simon Gerrans     | Crédit agricole             |
| Christophe Moreau | Agritubel                   |
| Carl Naibo        | Differdange-Apiflo Vacances |
| David Navas       | Retraite                    |

## Effectif
| Effectif 2008                                   | Effectif 2008     | Effectif 2008 | Effectif 2008                         |
| Cycliste                                        | Date de naissance | Pays          | Équipe précédente                     |
| ----------------------------------------------- | ----------------- | ------------- | ------------------------------------- |
| José Luis Arrieta                               | 15 juin 1971      | Espagne       |                                       |
| Sylvain Calzati                                 | 1 juillet 1979    | France        | RAGT Semences-MG Rover (2004)         |
| Philip Deignan                                  | 7 septembre 1983  | Irlande       | Vélo-Club La Pomme Marseille (2004)   |
| Cyril Dessel                                    | 29 novembre 1974  | France        | Phonak Hearing Systems (2004)         |
| Renaud Dion                                     | 6 janvier 1978    | France        | RAGT Semences (2005)                  |
| Hubert Dupont                                   | 13 novembre 1980  | France        | RAGT Semences (2005)                  |
| Christophe Edaleine                             | 1 novembre 1979   | France        | Crédit Agricole (2007)                |
| Vladimir Efimkin                                | 2 décembre 1981   | Russie        | Caisse d'Épargne (2007)               |
| Martin Elmiger                                  | 23 septembre 1978 | Suisse        | Phonak Hearing Systems (2006)         |
| John Gadret                                     | 22 avril 1979     | France        | Jartazi Revor (2005)                  |
| Stéphane Goubert                                | 13 mars 1970      | France        | Jean Delatour (2003)                  |
| Tanel Kangert                                   | 11 mars 1987      | Estonie       |                                       |
| Yuriy Krivtsov                                  | 7 février 1979    | Ukraine       | Jean Delatour (2003)                  |
| Julien Loubet                                   | 11 janvier 1985   | France        | GSC Blagnac (2004)                    |
| Rene Mandri                                     | 20 janvier 1984   | Estonie       | Auber 93 (2006)                       |
| Laurent Mangel                                  | 22 mai 1981       | France        | SCO Dijon (2004)                      |
| Lloyd Mondory                                   | 26 avril 1982     | France        |                                       |
| Jean-Patrick Nazon                              | 18 janvier 1977   | France        | Jean Delatour (2003)                  |
| Rinaldo Nocentini                               | 25 septembre 1977 | Italie        | Acqua & Sapone - Caffè Mokambo (2006) |
| Cédric Pineau                                   | 8 mai 1985        | France        | Roubaix Lille Métropole (2007)        |
| Alexandr Pliuschin                              | 13 janvier 1987   | Moldavie      | Chambéry CF (2007)                    |
| Stéphane Poulhiès                               | 26 juin 1985      | France        | Albi VS (2005)                        |
| Christophe Riblon                               | 17 janvier 1981   | France        | CC Nogent-sur-Oise (2004)             |
| Nicolas Rousseau                                | 16 mars 1983      | France        | AG2R Prévoyance (2006)                |
| Jean-Charles Sénac                              | 23 mai 1985       | France        | Chambéry CF (2007)                    |
| Blaise Sonnery                                  | 21 mars 1985      | France        | Chambéry CF (2006)                    |
| Ludovic Turpin                                  | 22 mars 1975      | France        | Club Cycliste d'Étupes (1999)         |
| Aliaksandr Usau                                 | 27 août 1977      | Biélorussie   | Phonak Hearing Systems (2004)         |
| Tadej Valjavec                                  | 13 avril 1977     | Slovénie      | Lampre-Fondital (2007)                |
| Stijn Vandenbergh                               | 25 avril 1984     | Belgique      | Unibet.com (2007)                     |
| Guillaume Bonnafond (1 août–31 déc., stagiaire) | 23 juin 1987      | France        | Chambéry CF (2008)                    |
| Julien Bérard (1 août–31 déc., stagiaire)       | 27 juillet 1987   | France        | Chambéry CF (2008)                    |
| Blel Kadri (1 août–31 déc., stagiaire)          | 3 septembre 1986  | France        | AG2R-La Mondiale (2008)               |
|                                                 |                   |               |                                       |
| Source : ProCyclingStats                        |                   |               |                                       |

## Victoires
| Date       | Course                                    | Pays     | Classe | Vainqueur          |
| ---------- | ----------------------------------------- | -------- | ------ | ------------------ |
| 15/02/2008 | 7e étape du Tour de Langkawi              | Malaisie | 2.HC   | Alexandre Usov     |
| 02/03/2008 | Grand Prix de Lugano                      | Suisse   | 1.1    | Rinaldo Nocentini  |
| 10/05/2008 | 5e étape des Quatre Jours de Dunkerque    | France   | 2.HC   | Cyril Dessel       |
| 17/05/2008 | 2e étape du Tour de Picardie              | France   | 2.1    | Martin Elmiger     |
| 21/05/2008 | 2e étape du Tour de Catalogne             | Espagne  | PT     | Cyril Dessel       |
| 08/06/2008 | Grand Prix du canton d'Argovie            | Suisse   | 1.HC   | Lloyd Mondory      |
| 12/06/2008 | 4e étape du Critérium du Dauphiné libéré  | France   | PT     | Cyril Dessel       |
| 27/06/2008 | Championnat d'Estonie du contre-la-montre | Estonie  | CN     | Tanel Kangert      |
| 28/06/2008 | Championnat de Moldavie sur route         | Moldavie | CN     | Alexandr Pliuschin |
| 13/07/2008 | 9e étape du Tour de France                | France   |        | Vladimir Efimkin   |
| 22/07/2008 | 16e étape du Tour de France               | France   |        | Cyril Dessel       |
| 07/08/2008 | 2e étape de Paris-Corrèze                 | France   | 2.1    | Lloyd Mondory      |
| 13/08/2008 | 4e étape du Tour de l'Ain                 | France   | 2.1    | John Gadret        |

## Classements UCI Pro Tour

### Individuel
| Rang | Coureur          | Points |
| ---- | ---------------- | ------ |
| 48   | Cyril Dessel     | 26     |
| 70   | John Gadret      | 12     |
| 91   | Stéphane Goubert | 5      |
| 126  | Martin Elmiger   | 2      |

### Équipe
L'équipe AG2R La Mondiale a terminé à la 13e place avec 145 points.